# Maximilian Hantken

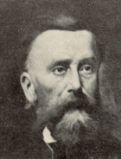
Maximilian Hantken von Prudnik

Maximilian Hantken von Prudnik, auch Maximilian von Hantken, ungarisch Hantken Miksa (* 26. September 1821 in Jablunkau; † 26. Juni 1893 in Budapest) war ein österreichisch-ungarischer Geologe, Paläontologe und Montanist. Von 1869 bis 1882 wirkte er als erster Direktor der k. ungarischen geologischen Anstalt in Budapest.

## Ausbildung
Maximilian Hantken begann 1840 an der Universität Wien zu studieren und blieb dort bis 1842. Danach trug er sich an der Bergakademie Schemnitz ein, wo er 1846 einen Abschluss als Bergingenieur erwarb. Danach arbeitete er für verschiedene Bergbauunternehmen. Von 1849 bis 1850 setzte er seine Studien auf dem Gebiet der Chemie an der Universität Wien fort.

## Leben

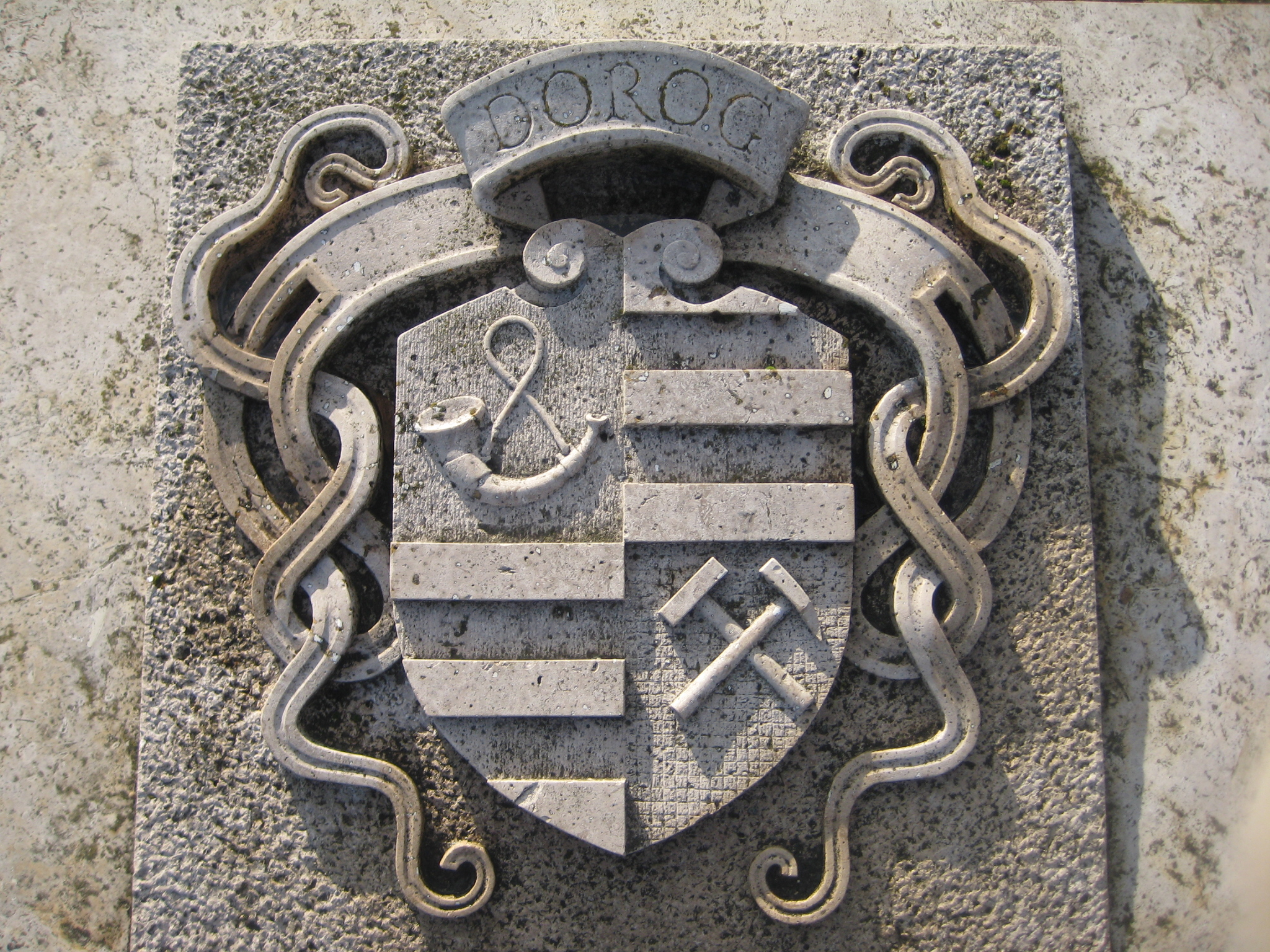
Wappen der Bergbaustadt Dorog

Als junger Absolvent arbeitete Hantken 1852 als Bergbeamter in Dorog (Dorogh) südlich von Esztergom. Dort untersuchte er die geologischen Verhältnisse der Umgebung. Dabei freundete er sich mit Samuel von Vásárhelyi an, der Gutsbesitzer von Tinnye war und ihm seine Petrefaktensammlung zeigte. In dieser Region wurde seit etwa 1805 Braunkohle bergmännisch gewonnen, in den Anfängen hauptsächlich durch die Pester Ziegel- und Kohlengesellschaft.
Zwischen 1853 und 1858 weilte Hantken in Serbien und war dort im Auftrag der Regierung tätig. Wieder nach Budapest zurückgekehrt befasste er sich mit der Untersuchung von Foraminiferen in Sedimenten der Gegend nordwestlich der Stadt. Bei diesen Untersuchungen fand Hantken sie auch im Kleinzeller Tegel (Kisczelli tályag)  zwischen Dorog und Pest und verglich sie mit den unweit davon auftretenden Piszker und Ofener Mergeln. Diese Arbeiten wurden von József Szabó unterstützt, der zu dieser Zeit als Direktor die Pester Handelsakademie leitete und ihm dafür ein Mikroskop zur Verfügung stellte. Zwischen 1861 und 1867 war Hantken an der Pester Handelsakademie mit einem Lehrauftrag tätig.
Im Jahr 1866 übernahm Hantken die Funktion des Kustos an der geologischen Abteilung des k. ungarischen Nationalmuseums in Pest. Diese Aufgabe begleitete er bis 1869. Im Jahr 1867 publizierte Hantken die erste mineralogisch-petrographische Einzelbeschreibung über Bosnien, die sich mit den Meerschaumvorkommen bei Prnjavor im nordbosnischen Ljubić-Gebirge befasst.
In seiner Zeit am Nationalmuseum wurde Hantken mit der Leitung einer Gruppe zur geologischen Kartierung in Ungarn betraut. Diese Arbeiten schlossen an die bisherigen aber unvollständig gebliebenen Mappierungen der k.k. geologischen Reichsanstalt an. Zu diesem Kreis gehörten ferner Karl Hofmann, Benjamin Winkler von Köszeg, Johann Böckh und Antal Koch. Die von ihm geleitete Gruppe zur geologischen Landesaufnahme begann ihre Arbeit am 20. August 1868 im Auftrag von Stefan Gorove, dem k. ungarischen Minister für Ackerbau, Industrie und Handel. In diesem Jahr untersuchte Hantken mit Kartierungsarbeiten erneut die geologischen Verhältnisse des Braunkohlengebietes bei der Stadt Esztergom (damals Gran), dessen Ergebnisse 1871 publiziert wurden und in das Kartenblatt Tata-Bicske (F7) im Maßstab 1:144.000 einflossen.
Nachdem am 18. Juni 1869 der österreichische Kaiser Franz Josef I. die Gründung der k. ungarischen geologischen Anstalt verfügte, wurde Maximilian Hantken deren Leitung übertragen. Die Anstalt formierte sich aus der am Nationalmuseum bereits existierenden ungarischen geologischen Section, jener Gruppe von Geologen, die für die Anfänge der eigenständigen geologischen Kartierung in Ungarn verantwortlich war. Als Direktor übernahm er auch die Herausgeberschaft für die in ungarischer und deutscher Sprache verlegten Mittheilungen aus dem Jahrbuche der kön. ungar. geologischen Anstalt (A magyar királyi földtani intézet évkönyve).
1880 wurde er von der ungarischen Regierung mit der Untersuchung des Erdbebens von Agram beauftragt.
Als im Januar 1882 Maximilian Hantken einem Ruf an die Universität Budapest folgte, übernahm sein bisheriger Mitarbeiter Johann Böckh die Leitung der Anstalt. Hantken wurde ordentlicher Professor an dem hier neu errichteten Lehrstuhl für Paläontologie.
Seine außerordentlichen Kenntnisse über die Geologie Ungarns brachten es mit sich, dass er als Ungarischer Korrespondent der k.k. geologischen Reichsanstalt in Wien arbeitete. Mit seinen Untersuchungen im damaligen Komitat Gran und den südöstlich angrenzenden Teilen des Komitates Pest-Pilis-Solt-Kiskun trug Hantken zum Verständnis tertiärer Ablagerungen in Nordungarn wesentlich bei.
Maximilian Hantken wurde auf dem Budapester Friedhof Kerepesi temető (34/2-1-50) bestattet.

## Ausgewählte Werke
- Die Umgebung von Tinnye. In: Jahrbuch der k.k. geolog. Reichsanstalt. Wien 1859
- Geologiai tanulmányok Buda s Tata között. In: Akad. közlem. Bd. 1, S. 213–278, 1861
- (Herausgeberschaft) A magyarhoni földtani társulat Munkálatai. Pest 1870
- Die geologischen Verhältnisse des Graner Braunkohlen-Gebietes. In: Mittheilungen aus dem Jahrbuche der kön. ungar. geologischen Anstalt, 1. Band, 1872
- A magyarországi kőszén együttes kiállítása a bécsi 1873. évi köztárlaton. Budapest 1873
- Der Ofener Mergel. In: Mittheilungen aus dem Jahrbuche der kön. ungar. geologischen Anstalt, 2. Band, 1873
- Neue Daten zur geol. u. paläont. Kenntniss d. südl. Bakony. In: Mittheilungen aus dem Jahrbuche der kön. ungar. geologischen Anstalt, 3. Band, 1874
- Die Fauna d. Clavulina Szabój-Schichten. 1. Th. Foraminiferen. In: Mittheilungen aus dem Jahrbuche der kön. ungar. geologischen Anstalt, 4. Band, 1875 (A Clavulina Szabói rétegek faunája I.)
- Die Kohlenflötze und der Kohlenbergbau in den Ländern der ung. Krone. Budapest 1878
- Das Erdbeben von Agram im Jahre 1880. In: Mittheilungen aus dem Jahrbuche der kön. ungar. geologischen Anstalt, 6. Band, 3. Heft, 1882, Digitalisat online auf oszk.hu (PDF; 28,7 MB)
- Maximilian von Hantken, Carl Hofmann, Julius Halaváts: Die Umgebung von Budapest und Tétény. Erläuterungen zur geologischen Specialkarte der Länder der ungar. Krone. Sectionsblatt Zone 16 / Col. XX. 1:75 000, Budapest 1903

## Ehrungen
- 1888 Ehrendoktorwürde von der Universität Bologna
- Straßenbenennung in Dorog (Hantken Miksa utca)
- von Zsigmond Kisfaludi Stróbl eine Bronzebüste (1967) im Staatlichen Institut für Geologie in Budapest
- Die Hantken-Stiftung in Budapest fördert die Ausbildung und Forschung auf paläontologischem Gebiet in Ungarn
- Die paläontologische Gattungsbezeichnung Hantkenina bezieht sich auf seinen Namen[1]